# Edipo re (pel·lícula)
|  | Aquest article tracta sobre la pel·lícula. Vegeu-ne altres significats a «Èdip Rei». |

Edipo re és una pel·lícula italiana del 1967 basada en la tragèdia homònima de Sòfocles, dirigida per Pier Paolo Pasolini i interpretada per Silvana Mangano i Franco Citti. L'any 1967 va estar nominada a un Lleó d'Or al Festival Internacional de Cinema de Venècia.

## Argument
Laios i Iocasta, reis de Tebes, descobreixen mitjançant un oracle que llur fill Èdip serà l'assassí del seu pare i el marit de la seva mare. Així doncs, ordenen a un esclau que es desfaci del nadó al mont Citeró. L'esclau, però, sent llàstima del nadó i decideix no matar-lo, sinó abandonar-lo. És aleshores que el recull un pastor de Corint, que el duu al rei de Corint, que l'adopta com a fill seu.
Un bon dia, Èdip descobreix mitjançant l'oracle d'Apol·lo l'horrible vaticini i se'n va de Corint. Durant el viatge, troba Laios al camí. Comencen a barallar-se, i finalment Èdip mata el rei Laios i els seus guàrdies. Quan arriba a Tebes, allibera la ciutat de l'esfinx, i obté el tron de la ciutat quan es casa amb Iocasta: aleshores s'acompleix l'oracle.
Prou temps després, per tal d'acabar amb una gran epidèmia a la ciutat, Èdip consulta l'endeví Tirèsies, que li confirma la causa d'aquesta epidèmia: l'assassinat de l'antic rei Laios. Un cop sabuda la veritat, Iocasta se suïcida penjant-se al palau i Èdip es punxa els ulls per quedar-se cec. Finalment, fuig de la ciutat.

## Repartiment
- Silvana Mangano: Iocasta
- Franco Citti: Èdip
- Alida Valli: Mèrope
- Carmelo Bene: Creont
- Julian Beck: Tirèsies
- Luciano Bartoli: Lai
- Francesco Leonetti: escolta de Lai
- Ahmed Belhachmi: Pòlib
- Giovanni Ivan Scratuglia: sacerdot
- Giandomenico Davoli: pastor
- Ninetto Davoli: Angelo
- Laura Betti: criada de Iocasta
- Pier Paolo Pasolini: sacerdot major
- Isabel Ruth: criada de Iocasta amb xai